# Sulusko more
Sulusko more je veliko more Tihog oceana jugozapadno od Filipina. 
Sulusko more je odvojeno od Južnokineskog mora na sjeverozapadu otokom Palawan, a od Celebeskog mora na jugoistoku Suluskim arhipelagom. Otok Borneo se nalazi na jugozapadu Suluskog mora, a otočna skupina Visayas na sjeveroistoku. 